# 香港行人專用區
香港行人專用區是從2000年於香港開始實施，運輸署在多區與區議會合作經過深水埗；以及新界區的石湖墟、元朗。

## 功能
- 改善行人的安全及流通情況
- 提倡以步行作為一種交通方式
- 勸阻非必要的車輛駛入
- 減少空氣污染
- 改善整體行人環境

## 行人專用區的分類

### 全日行人專用街道
全日行人專用街道是指全日24小時行人皆享有絕對優先權之街道。只有提供緊急服務的車輛方獲准駛入，然而，個別地點可能會依實際情況被容許送貨車輛在指定時間內駛入。

### 部分時間行人專用街道
部分時間行人專用街道是指一般車輛只被允許在指定時段內行駛，並且實施各種限制，包括不設路旁停車位，但依然會設有上落客貨區，供上落客貨之用。

### 悠閒式街道
悠閒式街道是指減少車輛進出街道、減慢車輛行車速度、減低交通流量的目的，以增加行人的舒適度。悠閒式街道會盡可能減少停車位，而原有的的士站及專線小巴站只在未能找到合適的地方遷移時方會被保留在街道上。一般車輛不會被限制行駛，但一些措施會實施，包括設置較窄的行車線、減速平台、行人路的擴闊等等。

## 行人專用區列表
只包括行人專用街道，並不包括悠閒式街道：

### 銅鑼灣
全日行人專用街道
- 渣甸坊（在2000年10月實施）
- 百德新街（介乎記利佐治街和怡和街，在2001年6月實施）
- 羅素街（介乎利園山道和波斯富街，在 2000年4月實施）

部分時間行人專用街道
- 駱克道（介乎景隆街和百德新街）
- 東角道（介乎景隆街和百德新街）
- 記利佐治街（介乎景隆街和百德新街）

### 中環
全日行人專用街道
- 戲院里（領有許可證的車輛除外）
- 昭隆街（但會容許送貨車輛在午夜12時至中午12時內駛入）

部分時間行人專用街道
- 德己立街 (介乎雲咸街和威靈頓街）
- 蘭桂坊
- 和安里

### 灣仔
全日行人專用街道
- 利東街（計劃中）
- 三角街（計劃中）

部分時間行人專用街道
- 太原街（介乎莊士敦道和交加街，時間為每日上午10時至下午6時，在2002年中實施）
- 交加街（計劃中，介乎春園街和太原街）
- 石水渠街（計劃中，介乎莊士敦道和交加街）
- 船街（計劃中）

### 北角
部分時間行人專用街道
- 馬寶道（介乎糖水道和書局街，每日上午11時至下午8時）

### 赤柱
部分時間行人專用街道
- 赤柱大街（星期五下午7時至下午11時，星期六、日及公眾假期上午11時至下午11時）
- 赤柱市場道（星期六下午7時至下午11時，星期日及公眾假期上午11時至下午6時）
- 赤柱新街（星期日及公眾假期由上午11時至下午6時）

### 旺角
部分時間行人專用街道
- 奶路臣街、豉油街、通菜街已於2018年8月4日取消的行人專用區[1]

### 佐敦
全日行人專用街道
- 南京街（介乎白加士街和上海街，2003年11月起實施）

部分時間行人專用街道
- 廟街（介乎佐敦道和甘肅街，2002年7月起實施）
- 寶靈街（介乎白加士街和上海街，2011年10月中起試驗實施，2012年6月起有關計劃已轉為永久實施的計劃）

### 深水埗
部分時間行人專用街道
- 鴨寮街（介乎桂林街和南昌街；介乎欽州街和桂林街）
- 福華街（介乎桂林街和南昌街）
- 北河街（介乎福榮街和福華街及介乎鴨寮街和汝州街）
- 桂林街（介乎鴨寮街和汝州街）

### 石湖墟
部分時間行人專用街道
- 新功街（星期日上午11時至下午7時，2002年1月實施）
- 新康街（由巡撫街至符興街，星期日上午11時至下午7時，2002年1月實施）

### 元朗

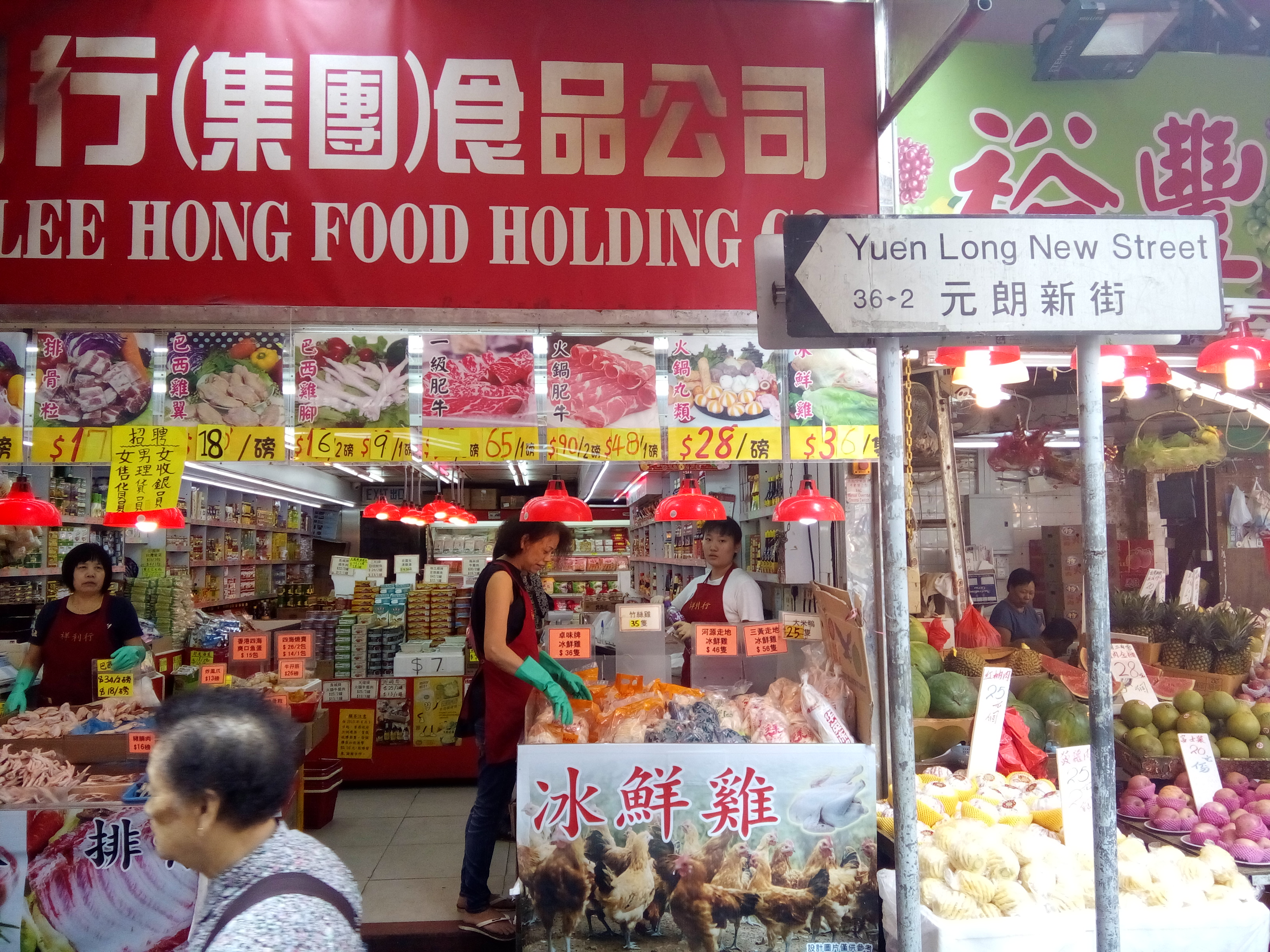
元朗新街

- 元朗新街（每日上午8時至下午8時，2002年10月實施）

### 已取消的行人專用區
- 西貢
- 西洋菜南街（介乎亞皆老街和登打士街，不包括山東街）(2018年8月4日取消)

### 悠閒式街道列表

#### 銅鑼灣
- 富明街
- 記利佐治街（介乎百德新街和告士打道）
- 啟超道
- 蘭芳道
- 利園山道（介乎富明街和希慎道，及介乎啟超道和軒尼詩道）
- 羅素街（時代廣場對開路段）
- 恩平道（介乎啟超道和希慎道）
- 百德新街（介乎京士頓街和記利佐治街）

#### 中環
- 伊利近街
- 卑利街（士丹頓街以南）
- 士丹頓街

#### 灣仔
- 莊士敦道（介乎蘭杜街和譚臣道；介乎船街及廈門街；介乎太原街及太和街；介乎三角街和灣仔道；近巴路士街）
- 分域街（行人路擴闊工程，位於分域街／莊士敦道路口）
- 菲林明道（行人路擴闊工程，位於菲林明道／莊士敦道路口）
- 廈門街（計劃中）
- 巴路士街（計劃中）
- 聯發街（計劃中）
- 汕頭街（計劃中）
- 大王東街（計劃中）
- 太和街（計劃中）

#### 旺角
- 花園街（在2002年4月已實施）
- 山東街（在2003年6月已實施）
- 登打士街（計劃中）

#### 尖沙咀
- 亞士厘道（中間道以北路段）
- 廣東道（介乎梳士巴利道和九龍公園徑）
- 海防道
- 漢口道（介乎北京道和海防道）
- 宜昌街
- 樂道
- 北京道（介乎廣東道和漢口道；介乎彌敦道和漢口道的一段正在計劃中）

#### 佐敦
- 南京街（介乎彌敦道至白加士街）
- 庇利金街
- 上海街（介乎佐敦道和甘肅街）
- 寶靈街（介乎白加士街和彌敦道）
- 西貢街（介乎吳松街和上海街）
- 白加士街（計劃中，介乎佐敦道和吳松街）
- 吳松街（計劃中，介乎佐敦道和甘肅街）
- 寧波街（計劃中，介乎彌敦道至上海街）
- 北海街（計劃中，介乎彌敦道和上海街）

#### 深水埗
- 福華街（介乎欽州街和桂林街）
- 南昌街（介乎汝州街和元州街）
- 北河街（介乎元州街和福榮街）
- 福榮街（介乎欽州街和南昌街）
- 桂林街（介乎元州街和福華街）
- 汝州街（介乎欽州街和南昌街）

## 爭議

### 的士司機的反對
有人認為會阻礙交通，改道令的士業不便。聯友的士同業聯會主席歐陽根認為，行人專用區的設立減少了的士提供服務的範圍。

### 噪音污染
由於部分行人專用區（如西洋菜南街）吸引街頭表演人士進駐，住在行人專用區的居民曾投訴街頭表演噪音聲浪過大，西洋菜南街的行人專用區亦因此而取消。

### 貨運問題
由於行人專用區附近沒有合適的上落貨地點，令商戶在補充貨物時，貨車需要在較遠的地點上落貨，再從上落貨地點以人手推到行人專用區，或在深宵容許車輛駛入的時段上落貨，對商戶造成不便。悠閒式街道的設計，也減少貨車泊位，令貨車需輪流較長時間才能停泊，亦間接增加該區的塞車情況（因悠閒式街道行車道較窄，貨車不能停下等候，只能在附近兜圈以等候泊位）。

### 取消行人專用區
或許可減少，甚至解決上述問題，但會令當地失去特色文化。當時，行人專用區原意用於供行人有更多的過路空間，減少車輛進入而產生的空氣污染問題等等。行人專用區的發展令當地出現獨特景象，特色市集，香港地道小吃集中地等，為香港旅遊景點，然而隨著內地遊客漸多而令舖租大升，令原來特色商舖不能負擔高昂的租金而被只針對內地遊客的商舖進駐（例如西洋菜南街變成化妝品、電話店為主，金魚街不少水族店結業等）。然而，取消行人專用區有很大機會把問題轉移或分散至其他地區，甚至是影響行人道路和馬路。如同當年光復行動中國走私水貨客的問題。